# Lužany (district de Plzeň-Sud)
Pour les articles homonymes, voir Lužany.
Lužany (en allemand : Luschan) est une commune du district de Plzeň-Sud, dans la région de Plzeň, en République tchèque. Sa population s'élevait à 663 habitants en 2022.

## Géographie
Lužany se trouve à 13 km au sud-sud-est de Dobřany, à 22 km au sud-sud-ouest de Plzeň et à 100 km au sud-ouest de Prague.
La commune est limitée par Soběkury et Přeštice au nord, par Příchovice à l'est, par Nezdice, Borovy et Vřeskovice au sud, et par Roupov à l'ouest.

## Histoire
La première mention écrite de la localité date de 1175.

## Administration
La commune se compose de quatre sections :
- Lužany
- Dlouhá Louka
- Zelená Hora
- Zelené

## Galerie

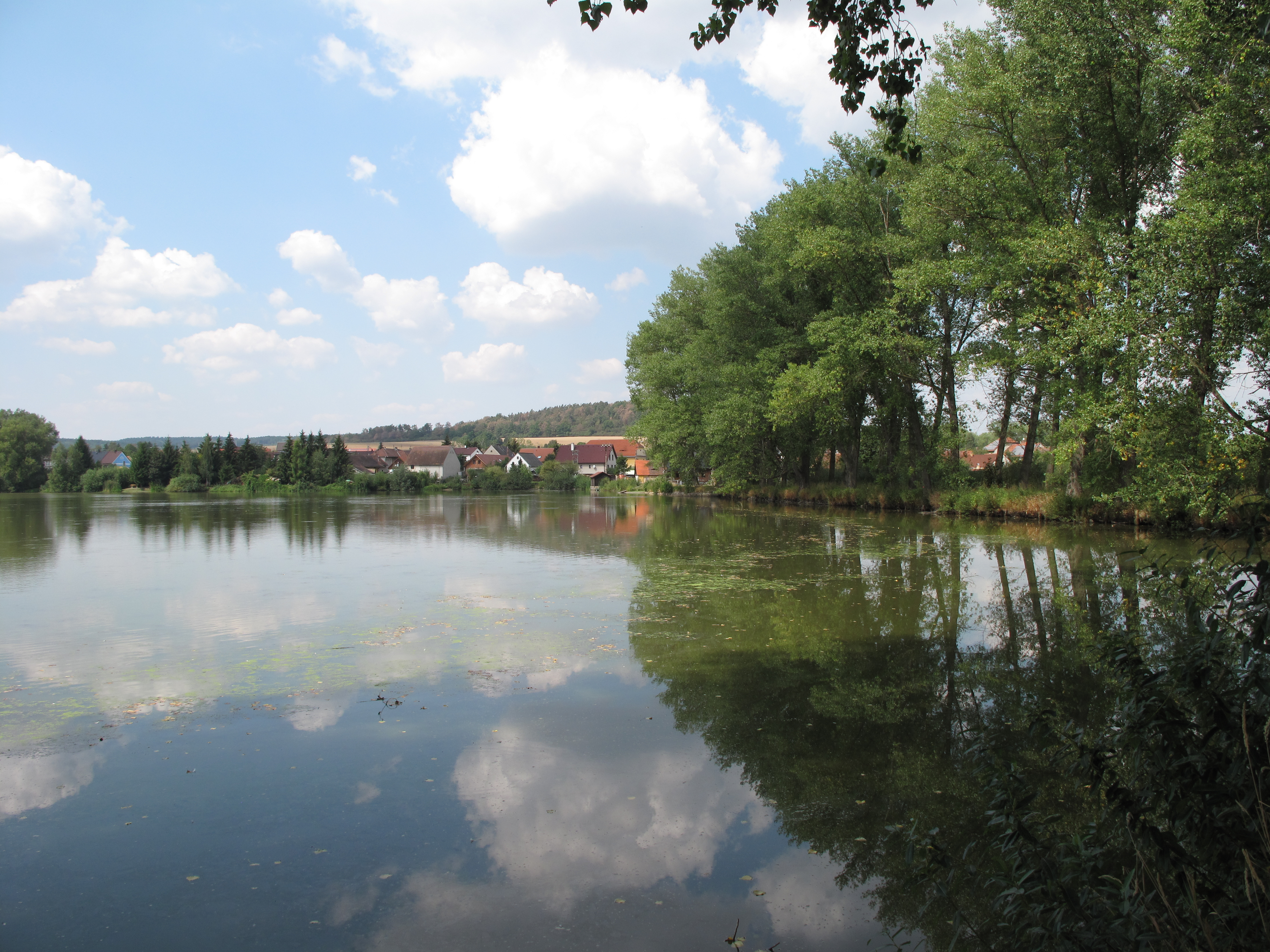
Étang de Lužany.
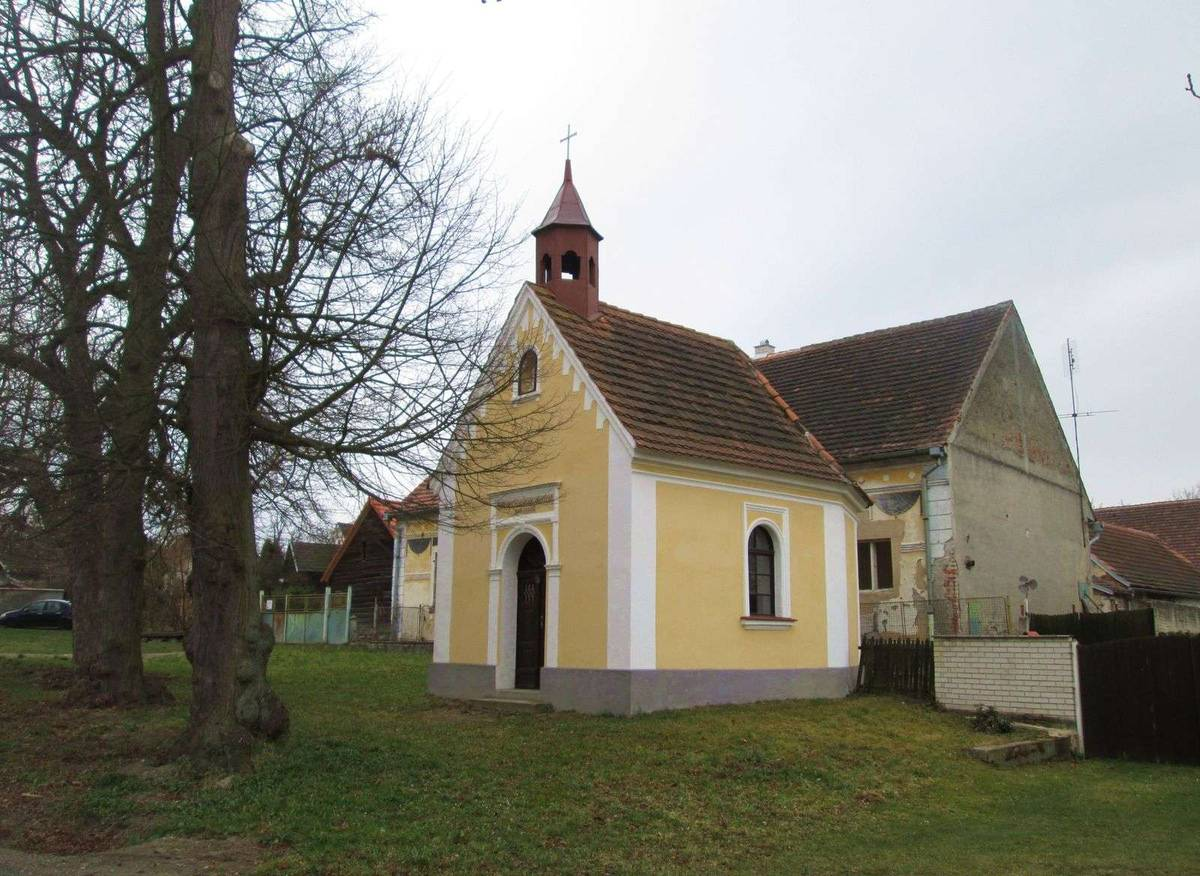
Chapelle à Lužany.

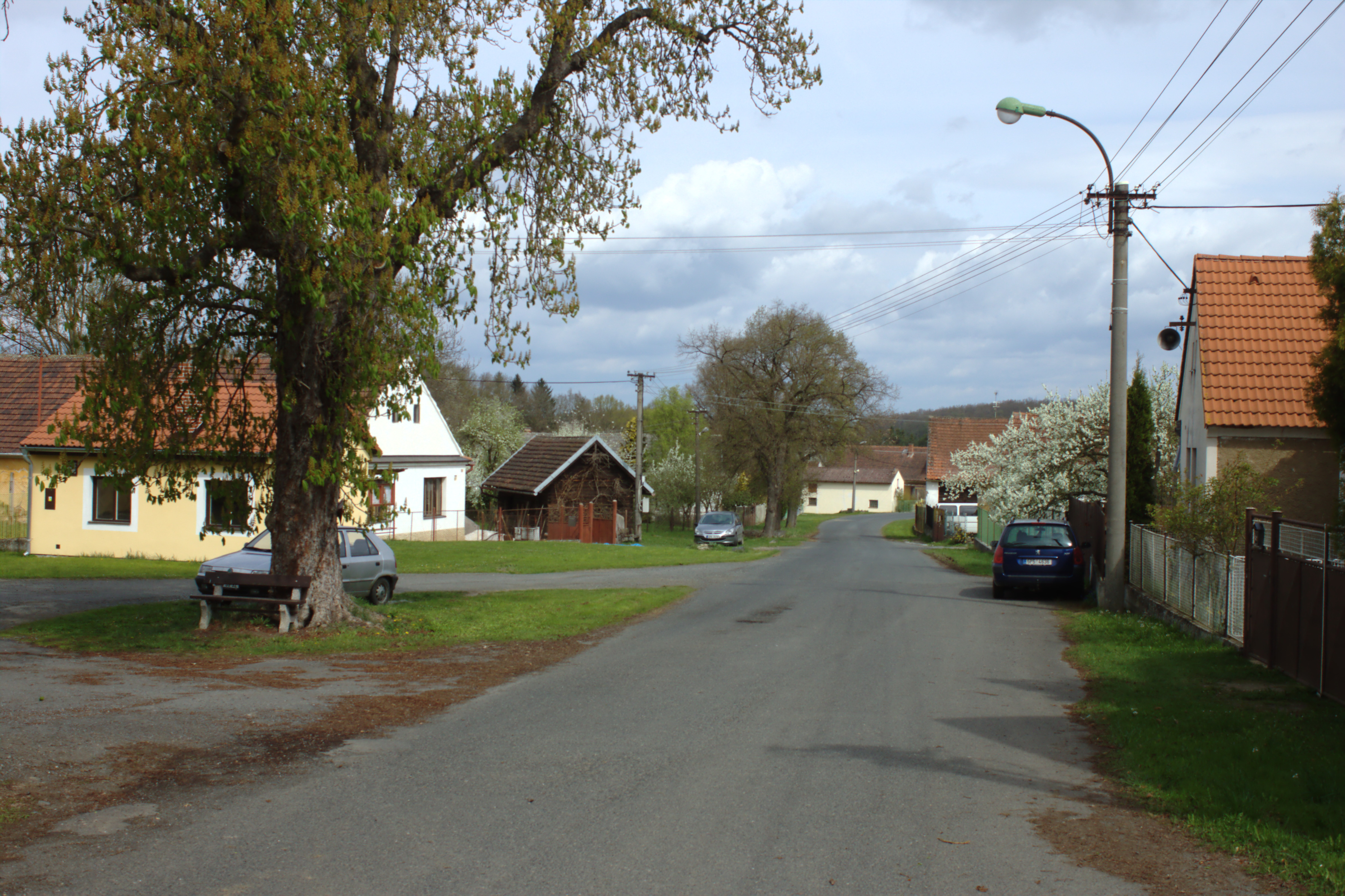
Zelené.
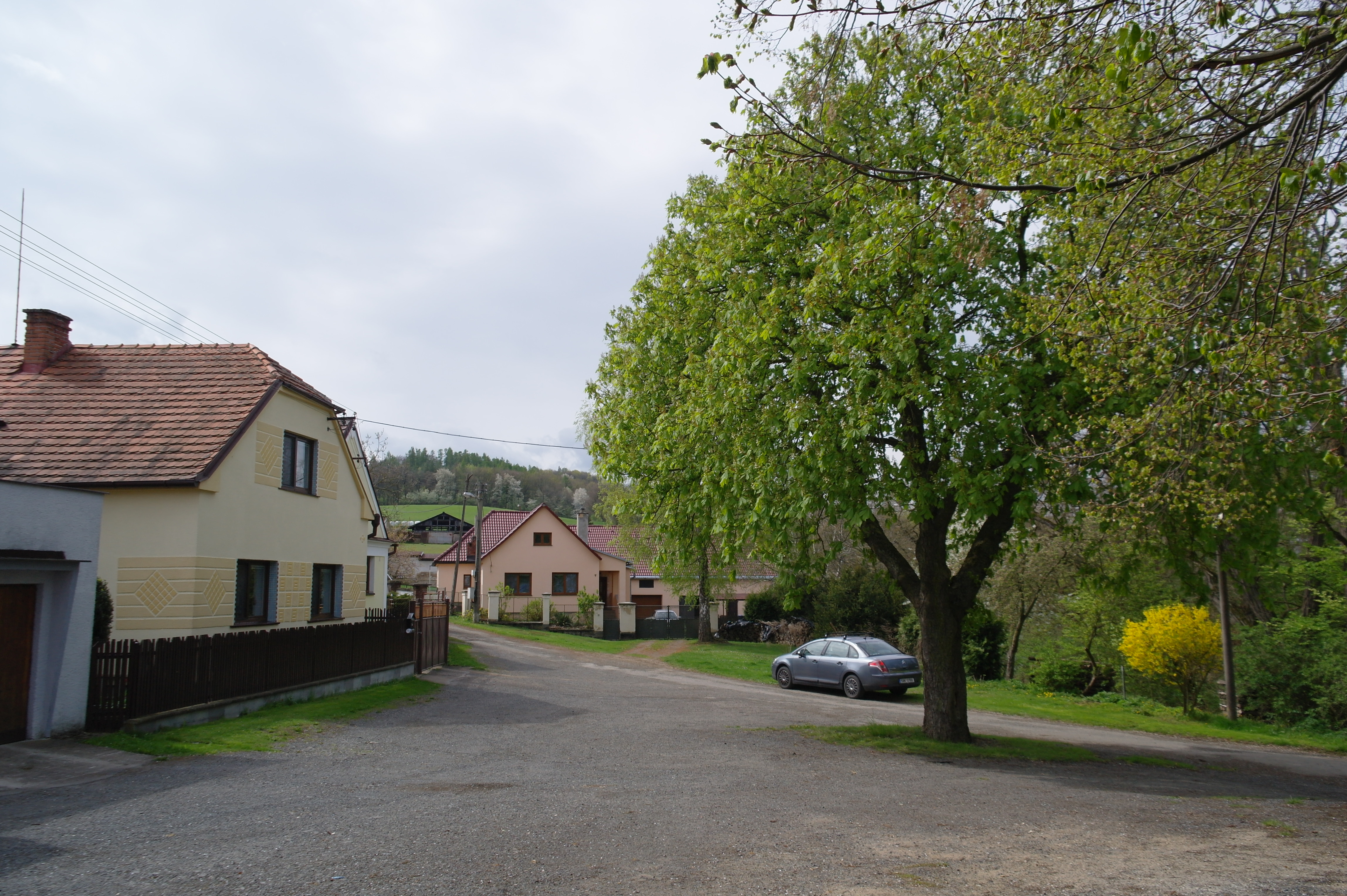
Zelená Hora.

## Transports
Par la route, Lužany se trouve à 3 km de Přeštice, à 25 km de Plzeň et à 113 km de Prague.